# José Luis Palomino
José Luis Palomino (San Miguel de Tucumán, 5 januari 1990) is een Argentijns voetballer die doorgaans als centrale verdediger speelt. Hij verruilde Cagliari in de zomer van 2025 transfervrij voor Atlético Talleres.

## Clubcarrière

### Argentinië
Palomino begon zijn carrière bij San Lorenzo de Almagro, waar hij op 27 september 2009 tegen Tigre zijn debuut maakte. Hij speelde vijf wedstrijden in zijn eerste seizoen en werd pas in zijn derde seizoen bij San Lorenzo basisspeler. Hij speelde vier seizoenen voor San Lorenzo en kwam daarin tot 48 wedstrijden. Daarna speelde hij één seizoen bij Argentinos Juniors, waarin hij achttien wedstrijden speelde. Daarna trok hij naar Europa.

### FC Metz
In de zomer van 2014 trok Palomino naar FC Metz, waar hij een contract voor twee seizoenen tekende. Na zes wedstrijden op de bank maakte hij op 24 september tegen Guingamp als invaller zijn debuut voor FC Metz. Op 29 oktober scoorde hij in de derde ronde van de Coupe de la Ligue tegen OGC Nice als linksback zijn eerste doelpunt voor de club. De wedstrijd eindigde in 3-3, waardoor er strafschoppen moesten worden genomen. In deze strafschoppenreeks schoot Palomino de vierde en beslissende penalty binnen, waardoor FC Metz doorging. Halverwege zijn eerste seizoen werd hij de vaste centrale verdediger aan de linkerkant. Palomino speelde 28 wedstrijden in alle competities dat seizoen, maar degradeerde wel met FC Metz. 
Hij begon zijn tweede seizoen bij FC Metz goed met slechts twee tegengoals na zeven competitiewedstrijden in de Ligue 2. Hij werd verkozen tot Speler van de Maand September bij zijn club. Hij scoorde op 3 oktober 2015 in een 1-1 gelijkspel met Stade Brestois zijn eerste goal van het seizoen. Hij promoveerde met FC Metz terug naar de Ligue 1 en kwam tot 31 wedstrijden. Daarna gaf hij aan te willen vertrekken bij Metz.

### Loedogorets
Op 30 juni 2016 werd bekend dat Loedogorets de centrale verdediger had overgenomen en rugnummer 5 had gegeven. Hij maakte zijn debuut voor de Bulgaarse club in de Champions League-kwalificatiewedstrijd tegen Rode Ster Belgrado en speelde beide wedstrijden in de finaleronde tegen Viktoria Pilsen, waarna Palomino zijn debuut maakte in het hoofdtoernooi van de Champions League, waarin Loedogorets was ingedeeld in een poule met Paris Saint-Germain, Arsenal en FC Basel. In deze poule werd Loedogorets derde, waarna het in de Europa League werd uitgeschakeld door FC Kopenhagen. Wel werd Palomino kampioen van Bulgarije. Hij speelde 41 wedstrijden in alle competities.

### Atalanta Bergamo
Op 29 juni 2017 maakte Palomino voor een bedrag van 4 miljoen de overstap naar Atalanta Bergamo. Hij maakte op 20 augustus tegen AS Roma zijn debuut voor Atalanta. Met Palomino werd Atalanta eerste in een Europa League-poule met Everton, Olympique Lyon en Apollon Limasol, waarna het door Borussia Dortmund werd uitgeschakeld. Op 10 februari 2018 scoorde hij tegen Crotone zijn eerste doelpunt voor Atalanta. Palomino speelde 35 wedstrijden in zijn eerste seizoen. Op 27 augustus was hij bij afwezigheid van captain Alejandro Gómez voor het eerst aanvoerder van Atalanta. In het seizoen 2019/20 bereikte Atalanta in haar eerste seizoen CL-voetbal meteen de kwartfinale, waarin het werd uitgeschakeld door Paris Saint-Germain. 
In juli 2022 werd Palomino enkele maanden geschorst wegens potentieel gebruik van doping. Dit omdat hij bij een controle positief getest was op anabole steroïden. In november van dat jaar moest hij zichzelf verdedigen voor het Italiaanse antidopingagentschap. Hij werd vervolgens vrijgesproken. Palomino had zelf aangegeven dit per vergissing te hebben gebruikt. Zelf zei Palomino na de uitspraak: "Ik ben heel gelukkig. Ik had een groot vertrouwen in de uitspraak en nu denk ik er alleen maar aan dat ik weer kan voetballen." Op 13 november speelde hij tegen Internazionale zijn eerste wedstrijd in zes maanden en was hij meteen goed voor een doelpunt, hoewel Inter de wedstrijd met 2-3 won. 

### Cagliari
Nadat zijn contract bij Atalanta Bergamo was afgelopen, tekende hij in augustus 2024 transfervrij bij Cagliari.

## Clubstatistieken
| Seizoen | Club                   | Competitie       | Competitie | Competitie | Beker | Beker | Internationaal | Internationaal | Totaal | Totaal |
| Seizoen | Club                   | Competitie       | Wed.       | Dlp.       | Wed.  | Dlp.  | Wed.           | Dlp.           | Wed.   | Dlp.   |
| ------- | ---------------------- | ---------------- | ---------- | ---------- | ----- | ----- | -------------- | -------------- | ------ | ------ |
| 2009/10 | San Lorenzo            | Primera División | 5          | 0          | 0     | 0     | —              | —              | 5      | 0      |
| 2010/11 | San Lorenzo            | Primera División | 11         | 0          | 0     | 0     | —              | —              | 11     | 0      |
| 2011/12 | San Lorenzo            | Primera División | 27         | 0          | 2     | 0     | —              | —              | 29     | 0      |
| 2012/13 | San Lorenzo            | Primera División | 3          | 0          | 0     | 0     | —              | —              | 3      | 0      |
| 2013/14 | Argentinos Juniors     | Primera División | 18         | 0          | 0     | 0     | —              | —              | 18     | 0      |
| 2014/15 | FC Metz                | Ligue 1          | 24         | 1          | 4     | 1     | —              | —              | 28     | 2      |
| 2015/16 | FC Metz                | Ligue 2          | 27         | 2          | 4     | 0     | —              | —              | 31     | 2      |
| 2016/17 | Loedogorets            | Parva Liga       | 27         | 2          | 4     | 0     | 10             | 0              | 41     | 2      |
| 2017/18 | Atalanta Bergamo       | Serie A          | 26         | 1          | 2     | 0     | 7              | 0              | 35     | 1      |
| 2018/19 | Atalanta Bergamo       | Serie A          | 30         | 1          | 5     | 0     | 4              | 1              | 39     | 2      |
| 2019/20 | Atalanta Bergamo       | Serie A          | 30         | 2          | 1     | 0     | 7              | 0              | 38     | 2      |
| 2020/21 | Atalanta Bergamo       | Serie A          | 36         | 1          | 4     | 0     | 6              | 0              | 46     | 1      |
| 2021/22 | Atalanta Bergamo       | Serie A          | 34         | 1          | 2     | 0     | 9              | 1              | 45     | 2      |
| 2022/23 | Atalanta Bergamo       | Serie A          | 15         | 1          | 1     | 0     | —              | —              | 16     | 1      |
| 2023/24 | Atalanta Bergamo       | Serie A          | 4          | 0          | 1     | 0     | 1              | 0              | 6      | 0      |
| 2024/25 | Cagliari               | Serie A          | 18         | 1          | 2     | 0     | —              | —              | 20     | 1      |
| 2025/26 | Club Atlético Talleres | Primera División | 0          | 0          | 0     | 0     | 0              | 0              | 0      | 0      |
| Totaal  | Totaal                 | Totaal           | 335        | 13         | 32    | 1     | 44             | 2              | 411    | 16     |

Bijgewerkt t/m 14 augustus 2025.

## Erelijst
| Competitie       | Aantal          | Jaren           |
| PFK Loedogorets  | PFK Loedogorets | PFK Loedogorets |
| ---------------- | --------------- | --------------- |
| Parva Liga       | 1x              | 2016/17         |
| Atalanta Bergamo |                 |                 |
| Europa League    | 1x              | 2023/24         |